# 헬레나 블라바츠키
헬레나 페트로브나 블라바츠키(러시아어: Еле́на Петро́вна Блава́тская 옐레나 페트로브나 블라바츠카야[*], 영어: Helena Petrovna Blavatsky, 1831년 8월 12일 ~ 1891년 5월 8일)는 러시아 제국에서 태어난 작가로, 신지학협회를 공동 창설했다. 본명은 옐레나 페트로브나 폰 한(러시아어: Елена Петровна фон Хан)이다.

## 생애
오늘날의 우크라이나의 드니프로페트로우스크인 러시아 제국의 예카테리노슬라프에서 독일계 러시아인 가정에서 태어났다. 어릴 적부터 이미 러시아 제국의 각 지역을 여행하였으며, 1849년에는 미국으로 여행을 가기도 하였다. 이때의 여행을 기점으로 서유럽과 인도, 티베트를 여행하면서, 자신의 철학적 사상을 정리하였다. 그 이후, 미국의 군인이자, 철학자였던 헨리 스틸 올콧과 영국의 철학자인 앨프리드 퍼시 시넷을 만나 이들과 교류하였고, 1875년에는 이들과 함께 미국의 뉴욕에서 신지학협회를 창설하였다. 1878년에는 영국령 인도 제국의 뭄바이로 이주하고, 신지학협회의 본부를 인도의 첸나이로 이전하는 작업에 착수하였다. 1885년에 건강의 악화로 다시 영국으로 갔으며, 1891년에 인플루엔자 감염으로 사망하였다.

## 같이 보기
- 애니 베전트
- 앨리스 베일리
- 벤저민 크림
- 에드워드 불워리턴
- 알렉산드르 스크랴빈
- 루돌프 슈타이너